# Roland Giraud
Roland Giraud (Rabat, 14 febbraio 1942) è un attore francese.

## Biografia
Giraud è sposato dal 1966 con l'attrice Maaike Jansen, più volte sua compagna sul palcoscenico e sul grande schermo. La loro unica figlia, l'attrice Géraldine Giraud, è stata assassinata il 1° novembre 2004 all'età di 36 anni. Giraud è di fede protestante per conversione, ma anche predicatore laico nella Chiesa protestante unita di Francia.

## Filmografia
- La Grosse Caisse, regia di Alex Joffé (1965)
- Fantomas contro Scotland Yard (Fantomas contre Scotland Yard), regia di André Hunebelle (1966)
- Bons baisers... à lundi, regia di Michel Audiard (1974)
- Vous n'aurez pas l'Alsace et la Lorraine, regia di Coluche (1977)
- Le beaujolais nouveau est arrivé, regia di Jean-Luc Voulfow (1977)
- Le Pion, regia di Christian Gion (1978)
- Les héros n'ont pas froid aux oreilles, regia di Charles Nemes (1978)
- Et la tendresse? Bordel!, regia di Patrick Schulmann (1979)
- Vas-y maman, regia di Nicole de Buron (1979)
- Les bronzés font du ski, regia di Patrice Leconte (1979)
- Clara et les chics types, regia di Jacques Monnet (1980)
- Le Roi des cons, regia di Francis Perrin (1981)
- Une affaire d'hommes, regia di Nicolas Ribowski (1981)
- Le Maître d'école, regia di Claude Berri (1981)
- Elle voit des nains partout!, regia di Jean-Claude Sussfeld (1982)
- Papy fait de la résistance, regia di Jean-Marie Poiré (1983)
- Attention ! Une femme peut en cacher une autre, regia di Georges Lautner (1983)
- Signes extérieurs de richesse, regia di Jacques Monnet (1983)
- Vive les femmes!, regia di Claude Confortès (1983)
- À nous les garçons, regia di Michel Lang (1984)
- La vera storia della rivoluzione francese (Liberté, égalité, choucroute), regia di Jean Yanne (1985)
- Tranches de vie, regia di François Leterrier (1985)
- Tre uomini e una culla (Trois hommes et un couffin), regia di Coline Serreau (1985)
- Vaudeville, regia di Jean Marbœuf (1985)
- Le Complexe du kangourou, regia di Pierre Jolivet (1986)
- Paulette, la pauvre petite milliardaire, regia di Claude Confortès (1986)
- Compagni miei atto I (Twist again à Moscou), regia di Jean-Marie Poiré (1986)
- Tant qu'il y aura des femmes, regia di Didier Kaminka (1987)
- Cross, regia di Philippe Setbon (1987)
- Promis…juré!, regia di Jacques Monnet (1987)
- La Petite Allumeuse, regia di Danièle Dubroux (1987)
- La Vie dissolue de Gérard Floque, regia di Georges Lautner (1987)
- Corentin, ou Les infortunes conjugales, regia di Jean Marbœuf (1987)
- L'Invité surprise, regia di Georges Lautner (1988)
- Sans peur et sans reproche, regia di Gérard Jugnot (1988)
- Les cigognes n'en font qu'à leur tête, regia di Didier Kaminka (1989)
- Périgord noir, regia di Nicolas Ribowski (1989)
- Mister Frost, regia di Philippe Setbon (1990)
- Le Provincial, regia di Christian Gion (1990)
- Simple mortel, regia di Pierre Jolivet (1991)
- Les Secrets professionnels du docteur Apfelglück, regia di Thierry Lhermitte, Alessandro Capone, Hervé Palud e Stéphane Clavier (1991)
- Sup de fric, regia di Christian Gion (1992)
- La Chambre 108, regia di Daniel Moosmann (1992)
- Je t'aime quand même, regia di Nina Companeez (1994)
- Quatre garçons pleins d'avenir, regia di Jean-Paul Lilienfeld (1997)
- Bon plan, regia di Jérôme Lévy (2000)
- 18 ans après, regia di Coline Serreau (2003)
- Sarà perché ti amo (De l'autre côté du lit), regia di Pascale Pouzadoux (2009)
- L'Italien, regia di Olivier Baroux (2010)
- Beur sur la ville, regia di Djamel Bensalah (2011)
- La Cage dorée, regia di Ruben Alves (2013)
- La Deuxième Étoile, regia di Lucien Jean-Baptiste (2017)
- Fuga da Villa Arzilla (Les Vieux Fourneaux), regia di Christophe Duthuron (2018)